# LA Aluminios-Antarte/Saison 2016
Dieser Artikel listet Erfolge und Fahrer des Radsportteams LA Aluminios-Antarte in der Saison 2016 auf.

## Abgänge – Zugänge
| Zugänge          | Team 2015         | Abgänge         | Team 2016       |
| ---------------- | ----------------- | --------------- | --------------- |
| Alejandro Marque | Efapel-Glassdrive | Sergio Sousa    | Team Vorarlberg |
|                  |                   | Hugo Vaz        | Unbekannt       |
|                  |                   | Francisco Costa | Unbekannt       |

## Mannschaft
| Name             | Geburtstag        | Nationalität |
| ---------------- | ----------------- | ------------ |
| Luis Afonso      | 14. Januar 1990   | Portugal     |
| Amaro Antunes    | 27. November 1990 | Portugal     |
| Hernâni Broco    | 13. Juni 1981     | Portugal     |
| Leonel Coutinho  | 22. April 1992    | Portugal     |
| Alejandro Marque | 23. Oktober 1981  | Spanien      |
| Nuno Meireles    | 13. August 1991   | Portugal     |
| Pedro Paulinho   | 27. Mai 1990      | Portugal     |
| Hugo Sancho      | 4. Februar 1982   | Portugal     |
| Bruno Silva      | 17. Mai 1988      | Portugal     |